# Berthrade Bikatal
Berthrade Bikatal (23 de julho de 1992) é uma voleibolista camaronesa. 

## Carreira
Berthrade Bikatal em 2016, representou a Seleção Camaronesa de Voleibol Feminino nos Jogos Olímpicos de Verão no Rio de Janeiro, que foi 12º colocada.